# Apucarana
Apucarana, amtlich portugiesisch Município de Apucarana, ist eine Stadt im brasilianischen Bundesstaat Paraná. Im Volkszählungsjahr 2010 hatte sie 120.919 Einwohner, die zum 1. Juli 2021 auf 137.438 Personen geschätzt wurden und auf einer Gemeindefläche von rund 558,4 km² leben. Die Bevölkerungsdichte liegt rechnerisch bei 216 Personen pro km², über 94 % der Bevölkerung der Apucaranenser konzentrieren sich jedoch auf den urbanen Bereich. Sie steht an 11. Stelle der 399 Munizips des Bundesstaates.

## Geographie
Umliegende Gemeinden sind Arapongas, Cambira, Califórnia, Marilândia do Sul, Rio Bom, Novo Itacolomi, Mandaguari, Londrina und Sabáudia.
Das Biom ist Mata Atlântica. Sie liegt auf einer Höhe von 988 Metern auf dem Terceiro Planalto Paranaense (der Dritten oder Guarapuava-Hochebene von Paraná).

### Klima
Die Gemeinde hat tropisches gemäßigtes Klima, Cfb nach der Klimaklassifikation nach Köppen und Geiger. Die Durchschnittstemperatur ist 18,8 °C. Die durchschnittliche Niederschlagsmenge liegt bei 1507 mm im Jahr.
|                   | Jan  | Feb  | Mär  | Apr  | Mai  | Jun  | Jul  | Aug  | Sep  | Okt  | Nov  | Dez  |   |      |
| Temperatur (°C)   | 21,8 | 21,8 | 20,8 | 18,9 | 16,0 | 14,9 | 15,3 | 16,8 | 18,2 | 19,3 | 20,4 | 20,9 | Ø | 18,8 |
| Niederschlag (mm) | 192  | 173  | 134  | 110  | 108  | 99   | 71   | 59   | 98   | 167  | 130  | 166  | Σ | 1507 |

## Kommunalverwaltung
Die Exekutive liegt bei dem Stadtpräfekten (Bürgermeister). Bei der Kommunalwahl 2016 wurde Carlos Alberto Gebrim Preto des Partido Social Democrático (PSD) zum Stadtpräfekten für die Amtszeit von 2017 bis 2020 gewählt. Preto wurde bei der Kommunalwahl 2020 durch Sebastião Ferreira Martins Junior, genannt Junior da Femac, ebenfalls Mitglied des Partido Social Democrático, für die Amtszeit von 2021 bis 2024 als Stadtpräfekt abgelöst.
Die Legislative liegt bei einem 11-köpfigen gewählten Stadtrat, den vereadores der Câmara Municipal.

## Bevölkerungsentwicklung
| Jahr | Einwohner | Stadt   | Land  |
| --- | --------- | ------- | ----- |
| 1991 | 95.064    | 86.079  | 8.985 |
| 2000 | 107.827   | 100.249 | 7.578 |
| 2010 | 120.919   | 114.098 | 6.821 |
| 2021 | 137.438   | ?       | ?     |
| Hier fehlt eine Grafik, die leider im Moment aus technischen Gründen nicht angezeigt werden kann. Wir arbeiten daran! |           |         |       |

Quelle: IBGE (2011)

## Durchschnittseinkommen und Lebensstandard
Das monatliche Durchschnittseinkommen betrug 2017 den Faktor 2,1 des brasilianischen Mindestlohns (Salário mínimo) von R$ 880,00 (Einkommen umgerechnet für 2019: rund 418 € monatlich). Der Index der menschlichen Entwicklung (HDI) ist mit 0,748 für 2010 als hoch eingestuft.
2017 waren 40.950 Personen oder 30,9 % der Bevölkerung als fest im Arbeitsverhältnis stehend gemeldet, 26,4 % der Bevölkerung hatten 2010 ein Einkommen von der Hälfte des Minimallohns.
Das Bruttosozialprodukt pro Kopf betrug 2016 rund 22.541 R$, das Bruttosozialprodukt der Gemeinde belief sich 2016 auf 2.965.782,43 Tsd. R$.

## Bildung

### Analphabetenquote
Apucarana hatte 1991 eine Analphabetenquote von 19,1 % (inklusive nicht abgeschlossener Grundschulbildung), die sich bei der Volkszählung 2010 bereits auf 7,4 % reduziert hatte. Rund 21,5 % der Bevölkerung waren 2010 Kinder und Jugendliche bis 15 Jahre.

### Hochschulbildung
Die Universidade Tecnológica Federal do Paraná (UTFPR) unterhält in Apucarana einen Campus, ebenso die Universidade Estadual do Paraná (UNESPAR).

## Ethnische Zusammensetzung
Ethnische Gruppen nach der statistischen Einteilung des IBGE (Stand 2000 mit 107.827 Einwohnern, Stand 2010 mit 120.019 Einwohnern):
| Gruppe      | Anteil 2000 | Anteil 2010 | Anmerkung                        |
| ----------- | ----------- | ----------- | -------------------------------- |
| Brancos     | 80.445      | ▼ 80.321    | Weiße, Nachfahren von Europäern  |
| Pardos      | 21.442      | ▲ 33.294    | Mischrassige, Mulatten, Mestizen |
| Pretos      | 3.898       | ▲ 5.171     | Schwarze                         |
| Amarelos    | 1.480       | ▲ 1.877     | Asiaten                          |
| Indígenas   | 150         | ▲ 256       | indigene Bevölkerung             |
| ohne Angabe | 412         | –           |                                  |

## Sport
Apucarana beherbergt die Fußballvereine Roma Esporte Apucarana und Apucarana Atlético Clube, dazu besitzt es das 1967 eröffnete Estádio Municipal Olímpio Barreto.

## Söhne und Töchter der Stadt
- Marcelo Antônio da Silva (* 1972), römisch-katholischer Geistlicher und Weihbischof in Santo Amaro
- Bruno Henrique (* 1989), Fußballspieler